# Густав Хорн
Густав Хурн (швед. Gustaf Horn; 22. октобар 1592 – 10. мај 1657) је био шведски војсковођа.

## Биографија
Хурн је студирао на универзитетима у Немачкој. У Шведско-пољском рату (1617–29) налазио се на истакнутој позицији. Учествовао је и у Тридесетогодишњем рату као генераллајтнант Густава Адолфа (његова десна рука). Након Густавове погибије, Хурн и Бернхард Вајмарски наизменично командују шведском војском. Приморан од Бернхарда да 6. септембра 1634. године прими битку код Нердлингена, Хурн је подлегао надмоћнијој аустро-шпанској војсци. У бици је заробљен. Ослобођен је након седам година. Учествовао је и у Шведско-данском рату (1643–5).